# Syssymmoca sahib
Syssymmoca sahib is een vlinder uit de familie van de dominomotten (Autostichidae). De wetenschappelijke naam van de soort is voor het eerst geldig gepubliceerd in 1963 door Gozmany.